# 진드기상목
진드기상목(Acariformes) 또는 복모류(複毛類)는 진드기아강의 2개의 상목 중의 하나이다. 모두 응애이다. 351개 과에 32,000여 종 이상이 기록되어 있으며, 미기록종까지 포함하여 전체 440,000종부터 929,000종까지로 추산하고 있다.

## 하위 분류
- 털진드기목 (Trombidiformes)
  - 스파이롤리쿠스아목 (Sphaerolichida)
  - 전기문아목 (前氣門亞目, Prostigmata 또는 Actinedida)
- 옴진드기목 (Sarcoptiformes)
  - Endeostigmata
  - 은기문아목 (隱氣門亞目, Oribatida) 또는 날개응애목(Cryptostigmata)
  - 무기문아목 (無氣門亞目, Acaridida 또는 Astigmata)